# Franz Graf (Politiker, 1900)
Franz Graf (* 11. Februar 1900 in Düsseldorf; † 6. Dezember 1956) war ein deutscher Politiker (FDP). Er war von 1954 an Mitglied des Landtags von Nordrhein-Westfalen.

## Leben
Nach der Volksschule besuchte Franz Graf ein Lehrerseminar und machte anschließend eine kaufmännische Ausbildung. An der Volkshochschule bildete er sich in bürgerlichem Recht, Straf-, Handels-, Staats- und Versorgungsrecht fort. Seit 1921 war er als selbständiger Kaufmann tätig, danach von 1928 bis 1933 als leitender Angestellter. Zwischen 1933 und 1940 war Graf bei der Rheinischen Provinzialverwaltung beschäftigt. Nach 1945 wurde er wieder selbständiger Kaufmann.
Graf war von Dezember 1948 bis 1952 Bürgerschaftsmitglied der Stadt Düsseldorf. 1952 wurde er Ratsherr und Fraktionsvorsitzender der FDP im Düsseldorfer Stadtrat. Er war Erster Vorsitzender des FDP-Bezirks- und Kreisverbandes Düsseldorf. Von 1953 bis 1956 war Graf Mitglied der Landschaftsversammlung Rheinland. Er wurde bei der nordrhein-westfälischen Landtagswahl 1954 über die Landesliste der FDP in den Landtag gewählt. Er war Abgeordneter vom 13. Juli 1954 bis zu seinem Tod am 6. Dezember 1956.